# Věra Vašínková
Věra Vašínková (* 27. října 1941, Palkovice) je česká politička, bývalá senátorka za obvod č. 69 – Frýdek-Mistek a členka ČSSD.

## Vzdělání, profese a rodina
Odmaturovala na střední ekonomické škole. Před svým zvolením do senátu pracovala na odboru pracovních sil okresního úřadu a později na úřadu práce.

## Politická kariéra
Ve volbách 1996 se stala členkou horní komory českého parlamentu, přestože ji v prvním kole porazil občanský demokrat Jan Káš v poměru 37,27 % ku 28,32 % hlasů. Ve druhém kole jej však předčila se ziskem 52,46 % hlasů a byla zvolena do Senátu, kde působila v Ústavně-právním výboru, ve kterém v letech 1998-2000 zastávala post místopředsedkyně, tuto pozici zastávala ve stejném období ve Výboru petičním, pro lidská práva, vědu, vzdělávání a kulturu a ve Volební komisi. V letech 1996-1998 vykonávala funkci místopředsedkyně Stálé komise Senátu pro krajany žijící v zahraničí. Od roku 1998 se angažovala v Mandátovém a imunitním výboru, kde se v letech 2000-2002 podílela na chodu tohoto výboru jako místopředsedkyně. Ve volbách 2002 svůj mandát obhajovala, avšak skončila na 4. místě se ziskem 18,94 % hlasů.